# Propanthialoxid
Propanthialoxid (genauer Propanthial-S-oxid) ist eine chemische Verbindung und das einzige bisher bekannte natürlich vorkommende Thiocarbonyl-S-oxid. Sie kommt in zwei isomeren Formen vor.

## Natürliche Entstehung

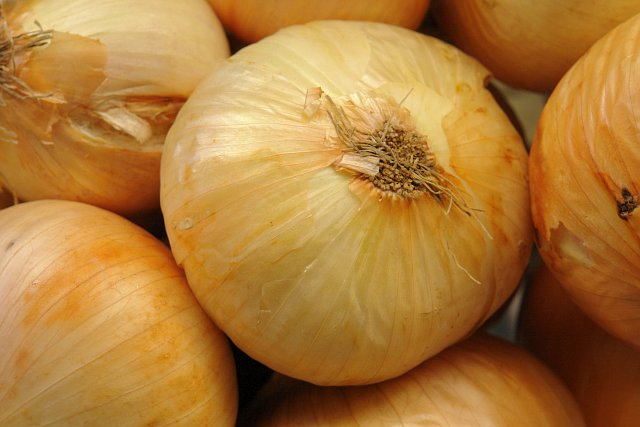
Speisezwiebeln

Die Verbindung ist der aus Isoalliin durch das Enzym Alliinase freigesetzte Tränenreizstoff der Zwiebel (Allium cepa), der zu ca. 95 % in der (Z)-Form vorliegt.
Wird die Zwiebel verletzt, entsteht aus Isoalliin im ersten Schritt durch Abspaltung des Alaninfragmentes mittels der Alliinase und dem Enzym Co-Faktor Pyridoxalphosphat die 1-Propensulfensäure, welche durch tautomere Wasserstoffumlagerung zu dem sogenannten tränenreizenden Faktor (engl. lacrimatory factor, LF), dem Propanthialoxid in zwei isomeren Formen (syn- und anti-) wird, wobei die syn-Form das Hauptprodukt darstellt. Diese ist sehr reaktiv und kann zu Propionaldehyd, Schwefelsäure und Schwefelwasserstoff hydrolysieren, aber auch Cycloadditionen mit sich selbst zu Vier- und Fünfringverbindungen eingehen. Bei den höheren Temperaturen der Wasserdampfdestillation bei 100 °C und natürlich auch beim Kochen oder Braten bildet sich neben Propionaldehyd auch Dipropyldisulfid.

## Eigenschaften
Propanthialoxid hydrolysiert mit Wasser leicht unter Freisetzung von Propionaldehyd, Schwefelsäure und Schwefelwasserstoff.